# У Гаоцзюнь
У Гаоцзюнь (кит. трад. 吳高俊, упр. 吴高俊, пиньинь Wú Gāojùn; 6 марта, 1985, Ляонин, Ляонин) — китайский футболист, защитник. С 2005 года выступает в клубе «ФК Ляонин».

## Карьера

### Клубная карьера
У Гаоцзюнь дебютировал в первой команде «ФК Ляонин» 15 мая 2005 года в матче чемпионата против команды «Шэньчжэнь Цзяньлибао», а его клуб одержал победу со счётом 3-1. После дебюта он лишь изредка появлялся в основном составе вплоть до сезона 2008 года, когда у игрока появился шанс показать себя в качестве игрока основы. Несмотря на все усилия, команда вылетела из высшего дивизиона. У остался в клубе, а его активная игра в обороне помогла «Ляонину» вновь вернуться в Суперлигу уже на следующий год.

## Клубная статистика
Последнее обновление: 25 января 2012
| Год   | Команда      | Страна | Дивизион | Матчи | Мячи |
| ----- | ------------ | ------ | -------- | ----- | ---- |
| 2005  | ФК Ляонин    | Китай  | 1        | 7     | 0    |
| 2006  | ФК Ляонин    | Китай  | 1        | 1     | 0    |
| 2007  | ФК Ляонин    | Китай  | 1        | 8     | 0    |
| 2008  | Ляонин Хувин | Китай  | 1        | 19    | 0    |
| 2009  | Ляонин Хувин | Китай  | 2        | 24    | 0    |
| 2010  | Ляонин Хувин | Китай  | 1        | 13    | 0    |
| 2011  | Ляонин Хувин | Китай  | 1        | 5     | 0    |
| Всего | Всего        | Всего  | Всего    | 77    | 0    |

## Достижения

### Индивидуальные
Ляонин Хувин:
- Победитель Первой лиги : 2009